# Singer World Series 1996
Die Singer World Series 1996 war ein Vier-Nationen-Turnier, das vom 26. August bis zum 7. September 1996 in Sri Lanka im One-Day Cricket ausgetragen wurde. Bei dem zur internationalen Cricket-Saison 1996 gehörenden Turnier nahmen neben dem Gastgeber die Mannschaften aus Australien, Indien und Simbabwe teil. Im Finale konnte sich Sri Lanka mit 50 Runs gegen Australien durchsetzen.

## Vorgeschichte
Indien spielte zuvor eine Tour in England, die die Engländer mit 1–0 in der Test-Serie und 2–0 in der ODI-Serie gewannen. Für alle anderen Mannschaften war es die erste Tour der Saison.

## Format
In einer Vorrunde spielte jede Mannschaft gegen jede einmal. Für einen Sieg gab es zwei Punkte, für ein Unentschieden oder eine Absage einen. Die beiden Gruppenersten qualifizierten sich für das Finale und spielten dort um den Turniersieg.

## Stadien
Die folgenden Stadien wurden für den Wettbewerb als Austragungsort vorgesehen.
| Stadion                            | Stadt   | Kapazität |
| ---------------------------------- | ------- | --------- |
| R. Premadasa Stadium (RPS)         | Colombo | 35.000    |
| Sinhalese Sports Club Ground (SSC) | Colombo | 10.000    |

## Spiele

### Vorrunde
Tabelle
| Teams      | Sp. | S | N | U | R | A | Punkte | NRR    |
| ---------- | --- | - | - | - | - | - | ------ | ------ |
| Sri Lanka  | 3   | 3 | 0 | 0 | 0 | 0 | 6      | +0.490 |
| Australien | 3   | 2 | 1 | 0 | 0 | 0 | 4      | +0.741 |
| Indien     | 3   | 1 | 2 | 0 | 0 | 0 | 2      | −0.014 |
| Simbabwe   | 3   | 0 | 3 | 0 | 0 | 0 | 0      | −1.172 |

Sieg: 2 Punkte; Remis: 1 Punkte
Spiele
| 26. August Scorecard | Colombo (RPS) | Australien 263-7 (50)           | – | Simbabwe 138 (41) |
|                      |               | Australien gewinnt mit 125 Runs |   |                   |

| 28. August Scorecard | Colombo (RPS) | Indien 226-5 (50)               | – | Sri Lanka 230-1 (44.2) |
|                      |               | Sri Lanka gewinnt mit 9 Wickets |   |                        |

| 30. August Scorecard | Colombo (RPS) | Australien 228-9 (50)           | – | Sri Lanka 232-6 (45.5) |
|                      |               | Sri Lanka gewinnt mit 4 Wickets |   |                        |

| 1. September Scorecard | Colombo (SSC) | Simbabwe 226 (49.4)          | – | Indien 229-3 (43.5) |
|                        |               | Indien gewinnt mit 7 Wickets |   |                     |

| 3. September Scorecard | Colombo (SSC) | Simbabwe 227-5 (50)             | – | Sri Lanka 228-4 (47) |
|                        |               | Sri Lanka gewinnt mit 6 Wickets |   |                      |

| 6. September Scorecard | Colombo (SSC) | Indien 201 (41)                  | – | Australien 202-7 (44.3) |
|                        |               | Australien gewinnt mit 3 Wickets |   |                         |

### Finale
| 7. September Scorecard | Colombo (RPS) | Sri Lanka 234-3 (35/35)       | – | Australien 184 (33/35) |
|                        |               | Sri Lanka gewinnt mit 50 Runs |   |                        |